# 馬利 (若夫克瓦區)
50°13′20″N 23°44′23″E / 50.22222°N 23.73972°E
馬利（烏克蘭語：Малий），是烏克蘭西部的村莊，隸屬利維夫州的利維夫區。該村面積0.14平方公里，海拔高度217米，2001年人口55，人口密度每平方公里387.32人。